# Albert Klein (Unternehmer)
Albert Klein (* 31. Dezember 1881 in Kitzingen; † 1962) war ein deutscher Unternehmer.

## Werdegang
Klein absolvierte eine Ausbildung zum Küfer. Seinen Handwerksbetrieb entwickelte er aus kleinsten Anfängen zu einer Unternehmensgruppe mit mehreren Sägewerken und Fassfabriken. Zu ihr gehörten die Fassfabrik Albert Klein in Mainz, die Fassfabrik Josef Strobl in München, die Allgäuer Holzindustrie und das Imprägnierwerk in Aulendorf sowie das Fassholzwerk in Hailer bei Gelnhausen. Er war Mitbegründer der WEKAWE in Mainz, der bayerischen Holzhandelsgesellschaft und des Bayernwerkes.
In seinen Werken schuf er Einrichtungen für die soziale Betreuung der Betriebsangehörigen. Für die Belegschaft, die nach Ende des Zweiten Weltkriegs bis zu 50 % aus Heimatvertriebenen bestand, ließ er aus Betriebsmitteln 35 Werkswohnungen errichten. Es bestand eine Alters- und Hinterbliebenenversorgung. Für Kirchenneubauten und karitative Zwecke stellte er beachtliche finanzielle Mittel zur Verfügung.

## Ehrungen
- Ernennung zum Kommerzienrat
- 1955: Verdienstkreuz (1. Klasse, Steckkreuz) der Bundesrepublik Deutschland